# 金山站 (黄海南道)
金山站（韓語：금산역）是位于朝鮮民主主義人民共和國黃海南道载宁郡的一個鐵路車站。屬於殷栗線。

## 邻近车站
殷栗線
養洞站 - 金山站 - 载宁站